# 昌化故城
昌化故城，即昌化所城、昌化县城，位于今海南省昌江黎族自治县昌化镇昌城村。昌化千户所城始筑于明洪武二十四年（1391年），洪武三十年（1397年）以烧砖包砌。正统八年（1443年），昌化县治迁入所城内，自此昌化所城亦为昌化县城。正统十年（1445年）开凿城濠。道光二十一年（1841年）改建新城（位于今昌化镇新城村），光绪十年（1884年）县治迁回旧城。昌化故城平面呈方形，南北略长，周长2500米，夯筑城墙宽约10米，城墙现仅存部分壕沟遗迹。昌化故城开四门，东为启晨门，西为镇海门，南为宁和门，北为宁武门，南、北门宽约4米，东、西门因现代经过扩宽，原宽不可考。四角有角楼遗迹。2009年5月8日公布为第二批海南省文物保护单位。